# Peperomia mitoensis
Peperomia mitoensis är en pepparväxtart som beskrevs av Pino & Samain. Peperomia mitoensis ingår i släktet peperomior, och familjen pepparväxter. Inga underarter finns listade i Catalogue of Life.